# Rue de Pouy
La rue de Pouy est une voie du 13e arrondissement de Paris.

## Situation et accès
Elle est située dans le quartier de la Maison-Blanche, sur le flanc sud de la Butte-aux-Cailles.
La rue de Pouy est desservie à proximité par la ligne 6 à la station Corvisart.

## Origine du nom
La rue porte le nom du village de Pouy, dans le département de l'Isère, où était née la femme d'un ancien propriétaire local.

## Historique

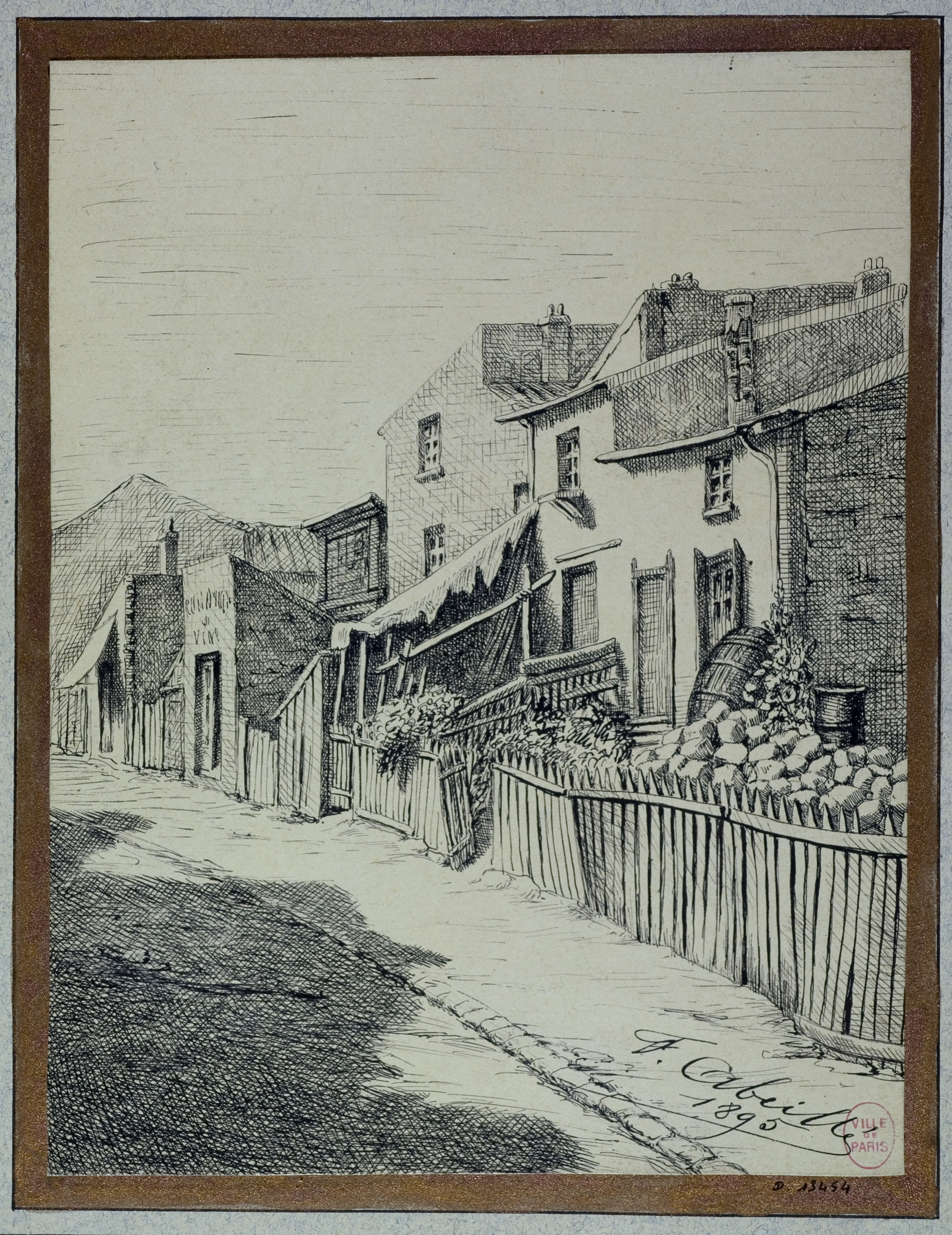
La rue de Pouy en 1895.

Cette voie est classée dans la voirie de Paris en 1863.

## Bâtiments remarquables et lieux de mémoire

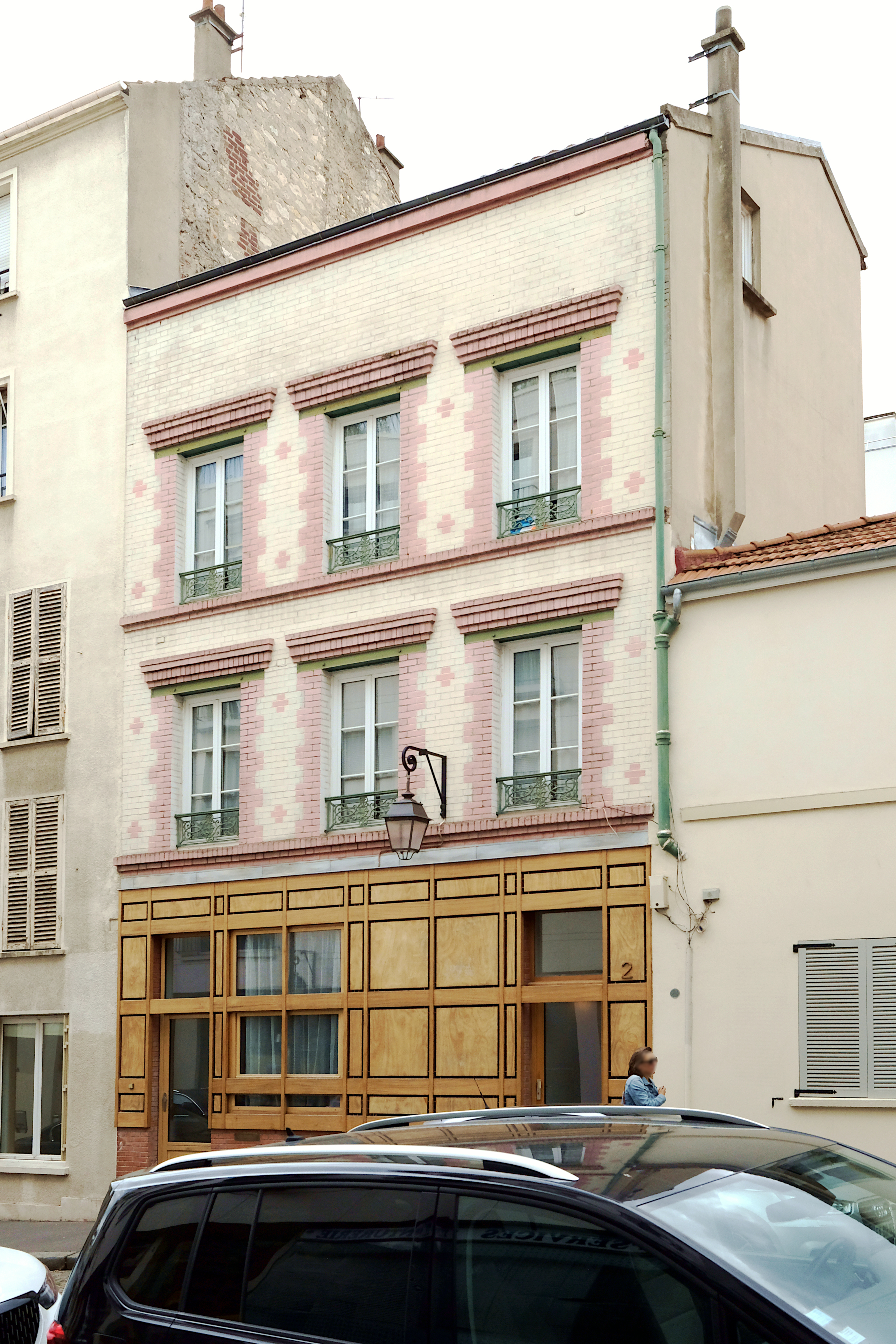
Numéro 2.

- Au no 13 de la rue est installée la seule étude d'huissiers de justice du 13e arrondissement.